# بورت هوب (أونتاريو)
بورت هوب، أونتاريو (بالإنجليزية: Port Hope)‏ هي مدينة كندية تقع في مقاطعة أونتاريو. تبلغ مساحة هذه المدينة 278.9727 (كم²)، ويبلغ عدد سكانها 16390 نسمة حسب إحصاء سنة 2006 م، بينما كان يسكنها 15605 نسمة في سنة 2001 م. تحتل هذه المدينة المرتبة رقم 234 بين مدن كندا حسب عدد السكان والمرتبة رقم 90 في المقاطعة. نما عدد السكان في هذه المدينة بنسبة (5) بين العامين المذكورين.

## أعلام
- بوب أدي
- ويليام سيمز
- جايسون غرين
- شاين أوبراين
- هنري ألفرد وارد

## وصلات خارجية
- الأطلس الحكومي لكندا
- إحصاءات كندا مع ساعة تعداد السكان